# 朱引
朱引（しゅびき）とは、江戸幕府が定めた江戸の範囲である。地図上に朱色の線を使って示した。
いわゆる「大江戸」の範囲であり、現在の東京都千代田区、中央区、港区、文京区、台東区、墨田区、江東区、新宿区、豊島区、荒川区のほぼ全域（埋め立て地を除く）と、渋谷区の大部分、そして品川区、目黒区、北区、板橋区の各一部に該当する。
「朱引」は1818年（文政元年）に初めて定められ、その呼称は明治時代に至るまで使われた。

## 概要
1590年（天正18年）の江戸城築城以来、江戸の市域は拡大を続け、19世紀初頭にはすでに、その範囲は不明確となっていた。幕府目付・牧野助左衛門（）は1818年（文政元年）8月、市域の確定を求める「御府内外境筋之儀」についての伺いを提出し、それを受けて同年12月、老中・阿部正精（）によって示された幕府の公式見解が朱引である。「旧江戸朱引内図」（1818年、東京都公文書館所蔵）はこの答申に基づいて作成され、江戸の範囲はその地図上に、江戸城を中心とする朱色の線（朱引線）で囲まれた区域として示されている。
これは、歴史上初めて正式に示された江戸市域（大江戸）の範囲であり、「朱引内（しゅびきうち）」、「御府内（ごふない）」、などとも呼ばれる。この外側は朱引外（しゅびきそと）と呼ばれる。

## 範囲
朱引の範囲（大江戸）は、「四里四方」といわれ、東は平井、亀戸周辺、西は代々木、角筈周辺、南は品川周辺、北は千住・板橋周辺までである。
現在の行政区画では次の範囲に相当する。
- ほぼ全域
  - 千代田区、中央区、港区、文京区、台東区
- 境界域
  - 新宿区 （角筈村、戸塚村まで）
  - 墨田区（木下、墨田村まで）
  - 江東区（亀戸まで）
  - 品川区（南品川宿まで）
  - 渋谷区（代々木村まで）
  - 北区（滝野川村まで）
  - 豊島区、板橋区（板橋村まで）
  - 荒川区（千住まで）

## 墨引
朱引図（旧江戸朱引内図）には朱線と同時に黒線が引かれていたが、これは墨引（すみびき）と呼ばれ、町奉行所支配の範囲を示していた。墨引は、目黒付近で朱引の外側に突出する例外を除いて、朱引よりも更に内側の小さな環状域である。

## 明治期の朱引

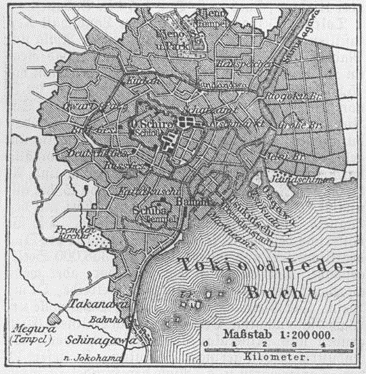
江戸の墨引（≒明治期の朱引）の範囲を引き継いだ明治期の東京市街（1888年）。江戸城の東、現在の丸の内・東京駅付近を中心とする半径4 kmほどの円状を為す。

1869年（明治2年）2月19日、東京府は、新たな朱引を定めた。この明治期の朱引は、皇居を中心として、朱引の内側を「市街地」、外側を「郷村地」と定めるものだった。同年3月16日には、朱引内に50区の区画が制定された（五十番組制、五十区制）。1871年（明治4年6月13日）、再改正によって範囲を縮小された朱引内は44区に再編成（朱引内四十四区制）され、1878年（明治11年）の郡区町村編制法の施行（東京15区の制定）まで続いた。